# Vanity Angel
「Vanity Angel」（ヴァニティー・エンジェル）は、日本のバンド・レベッカの11枚目のシングル。1989年4月30日にCBSソニー/FITZBEATから発売された。

## 解説
アルバム『BLOND SAURUS』の先行シングル曲で、アルバムバージョンはフェイドアウトがシングルバージョンと比べて30秒ほど遅くなっている。
カップリングの「One Way Or Another」は「Vanity Angel」の英語バージョンであり、「Vanity Angel」とほぼ同じだがイントロが多少異なる。
本作が最後のアナログ・シングル盤となった。

## 収録曲
1. Vanity Angel
作詞：NOKKO、作曲：土橋安騎夫、編曲：レベッカ
2. One Way Or Another
作詞：M.KESSLEY・M.L.KORTES、作曲：土橋安騎夫、編曲：レベッカ